# Philippe Jean (sculpteur)
Pour les articles homonymes, voir Philippe Jean et Jean.
Philippe Jean, né le 7 mai 1931 à Versailles et mort le 19 juin 1987 à Jouy (Eure-et-Loir), est un sculpteur et designer français des années 1970. Exprimées sous formes libres, ses créations ont pour thèmes récurrents le corps de la femme et les représentations animalières.

## Biographie
C'est à la fin des années 1940 que Philippe Jean entre à l'École des Beaux-Arts de Versailles (atelier peinture). À cette époque René Aubert, artiste peintre et lithographe est directeur de l’École. Très rapidement il s’oriente vers sa passion initiale et intègre l’atelier sculpture de l’École Boulle à Paris. À sa sortie de l’école, dans les années 1952-1953, Philippe Jean obtient une place chez Carlhian, l'un des grands décorateurs parisiens de l’époque. Il se lance ensuite  dans la création de packaging, puis dans le commerce d’antiquités. Il se consacre enfin au design et à la sculpture à partir des années 1970.

## Œuvre

### Design
Dès le début des années 1970, Philippe Jean, se lance dans la création et la fabrication de luminaires, et de mobiliers contemporains, mêlant inox et plexiglas,.
Il expose régulièrement ses créations au Salon des Ateliers d’Art et de la Création et au Salon du Luminaire à Paris.
En 1976, il participe au premier Salon International du Luminaire de Milan (Euroluce) où il expose plusieurs années de suite. Il expose également au salon de Francfort en Allemagne. L’originalité de ses créations, diffusées dans le monde entier, lui vaudra de nombreuses récompenses.

#### Récompenses
- 1979 – Lampe d’or de la création au Salon International du Luminaire de Paris
- 1981 – Lampe d’or de la création au Salon International du Luminaire de Paris
- 1984 – 1er grand prix départemental des Métiers d’Art
- 1986 – Lampe d’argent de la création au Salon International du Luminaire de Paris

### Sculptures
C’est enfin vers le milieu des années 1970 que Philippe JEAN, qui a installé son atelier à Jouy (Eure-et-Loir), se consacre parallèlement à la sculpture.
Ses œuvres à tirages limités et numérotés sont réalisées principalement en bronze poli miroir, dans la pure tradition de la Fonderie d’Art et également en résine, en métal laqué ainsi qu’en cristal par la Cristallerie de Sèvres pour certaines d’entre elles (notamment Les Danseuses : Carmen, Esméralda, Salomé).
Les sculptures de Philippe JEAN ont été exposées dans de prestigieuses galeries françaises, européennes, et également dans le monde entier (New-York, Chicago, Los Angeles, Sydney, Tokyo…)[réf. nécessaire]

#### Expositions
- 1979 – Salon des Indépendants Paris
- 1979 – Société Nationale des Beaux Arts - Paris
- 1979 – Salon des Artistes Français - Paris
- 1980 – Salon des Artistes Français - Paris
- 1982 – Galerie Bernheim - Paris

#### Récompenses
- 1979 – Médaille de bronze Salon des Artistes Français – Paris
- 1980 – Médaille d’argent Salon des Artistes Français – Paris

#### Principales œuvres
- Oiseau[9] (1976)
- Couple (1977)
- Dauphin (1977)
- Cyclade (1978)
- Poisson (1978)
- Essor (1978)
- Solitude (1978)
- Confidences (1978)
- Leda[10] (1979)
- Faisan[11] (1979)
- Coq de bruyère (1979)
- Envol (1980)
- Jeunes filles (1980)
- Uranie (1981)
- Toréador (1981)
- Baiser (1981)
- Carmen (1985)
- Esméralda (1985)
- Salomé (1985)
- Déesse (1986)

## Galerie

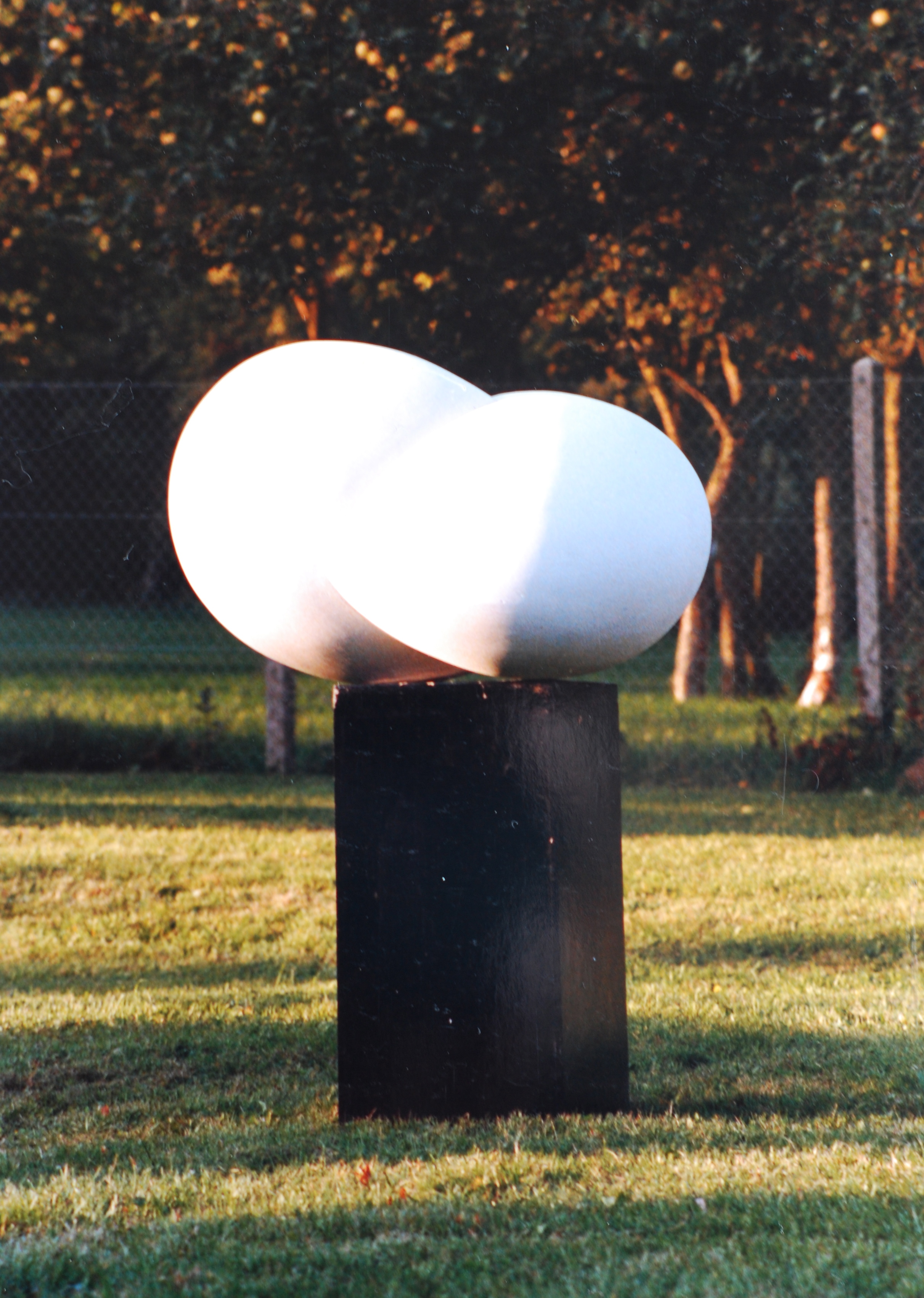
Couple
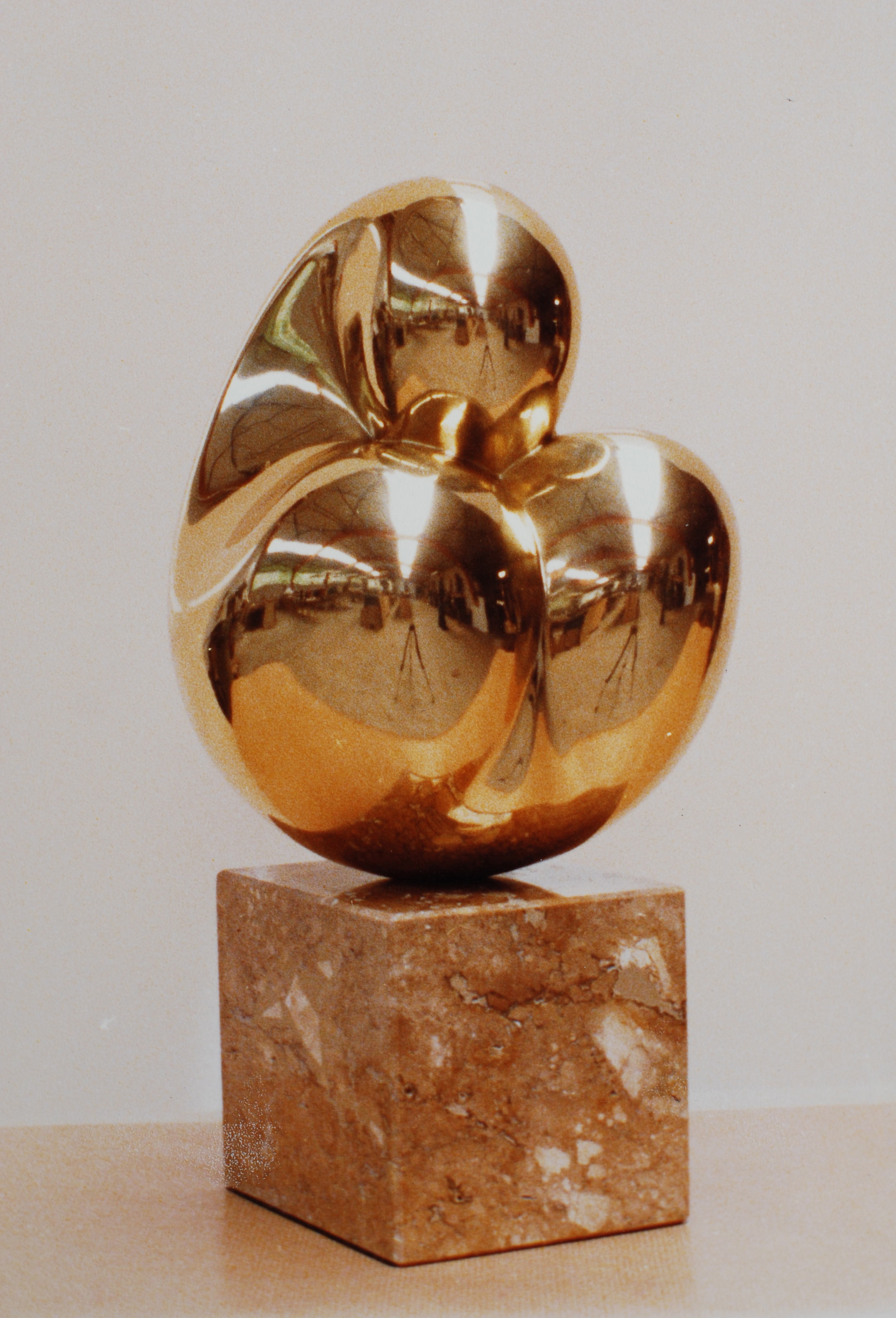
Solitude
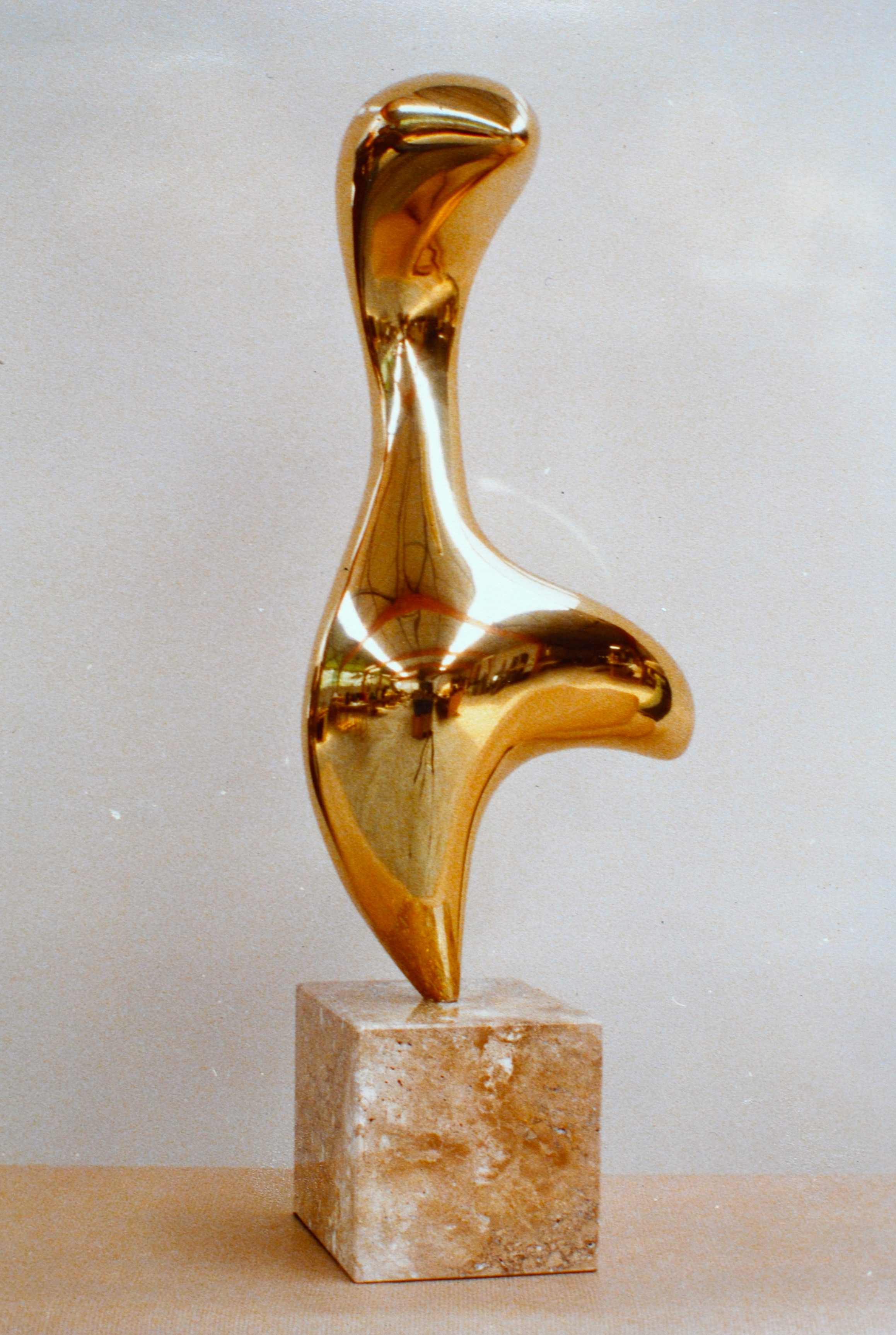
Oiseau
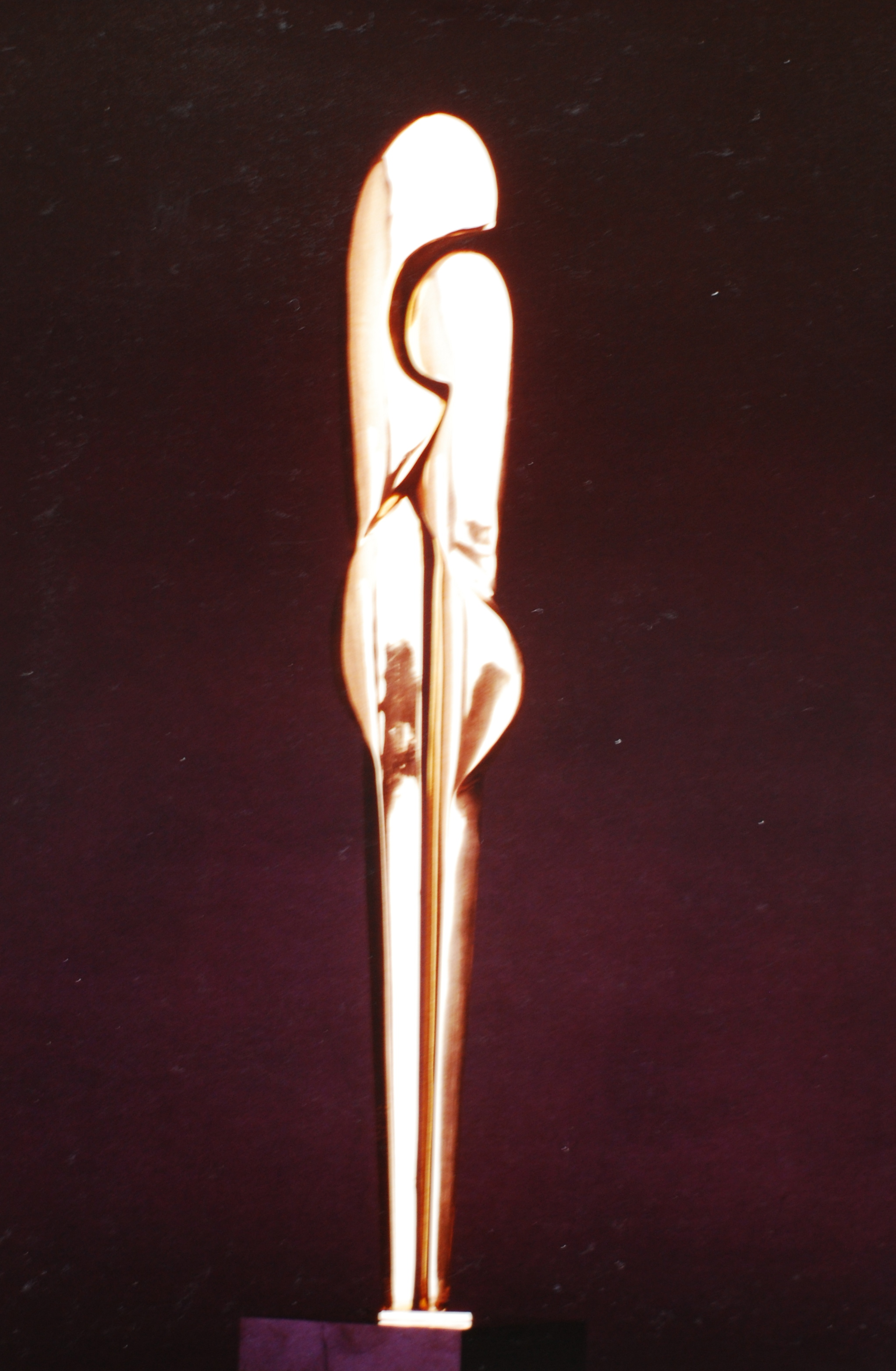
Jeunes filles
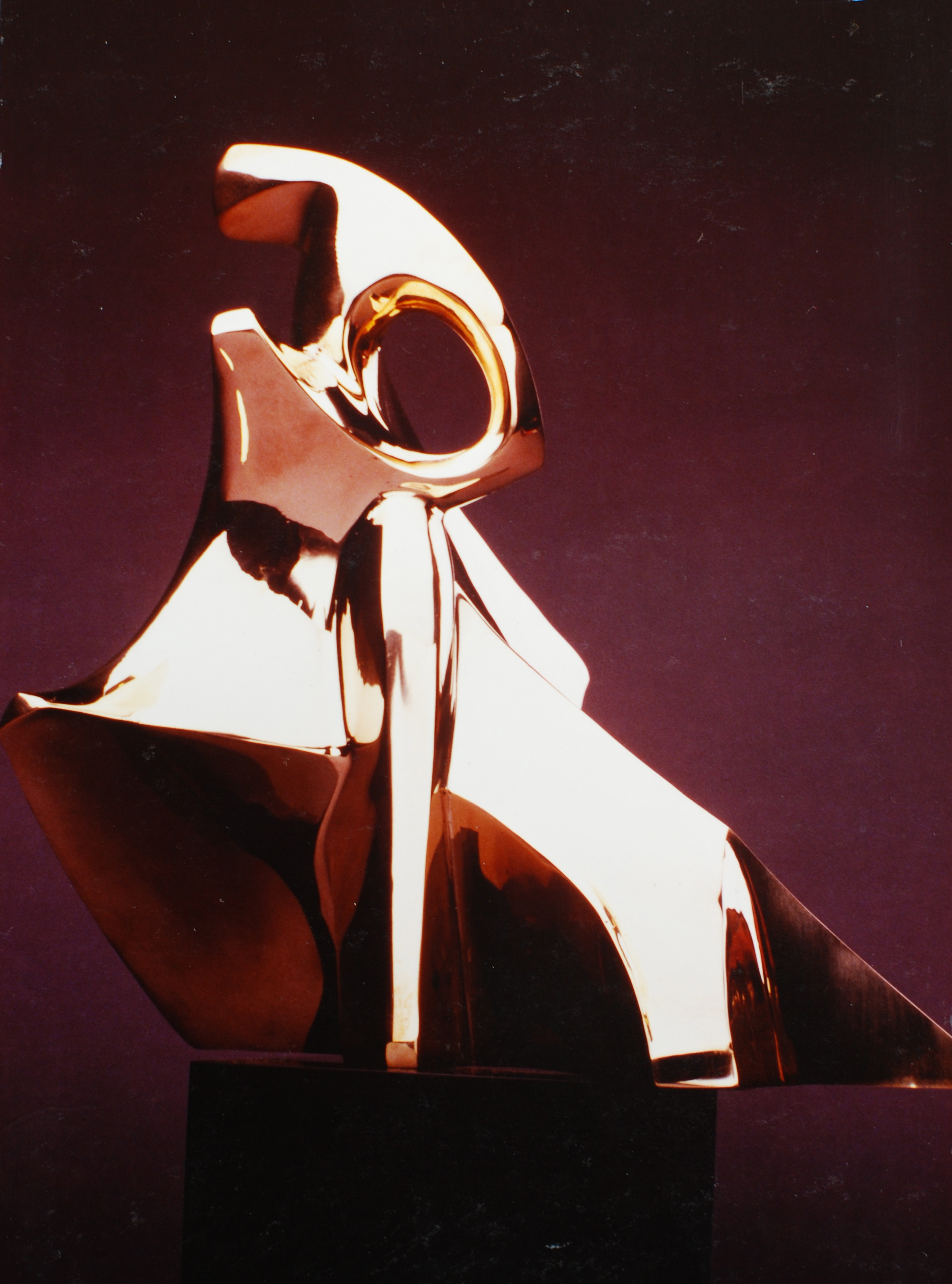
Toréador
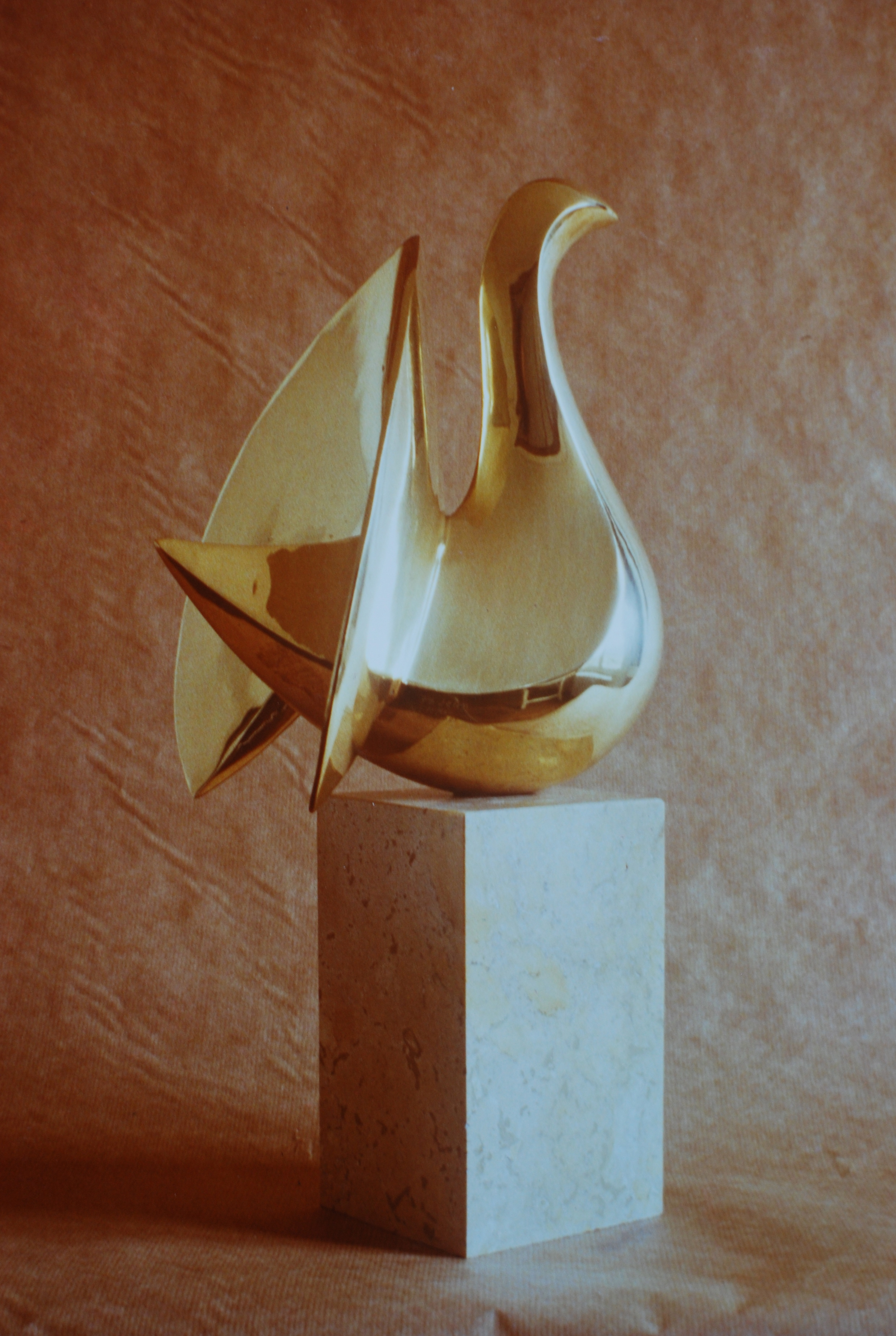
Coq de Bruyère
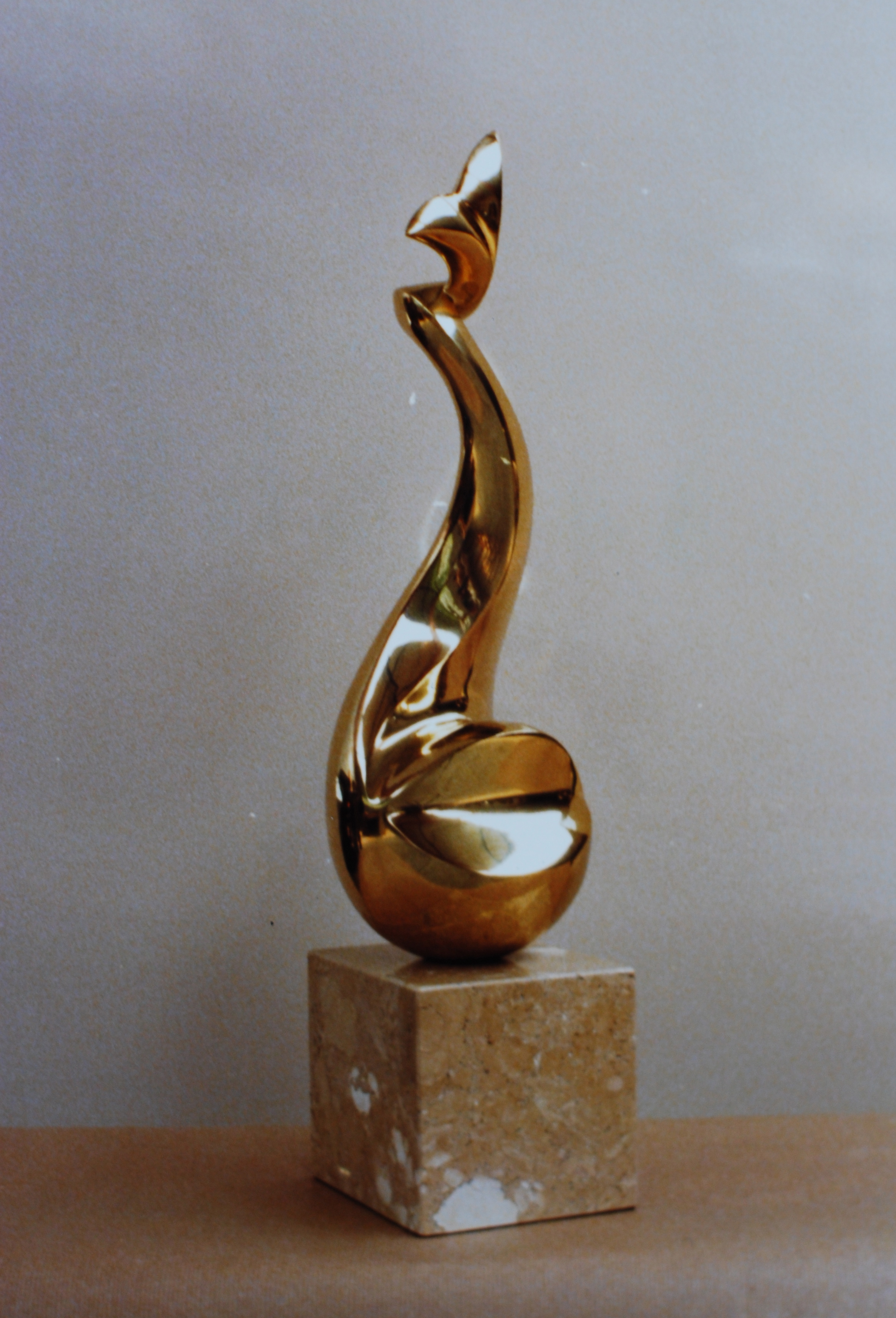
Dauphin
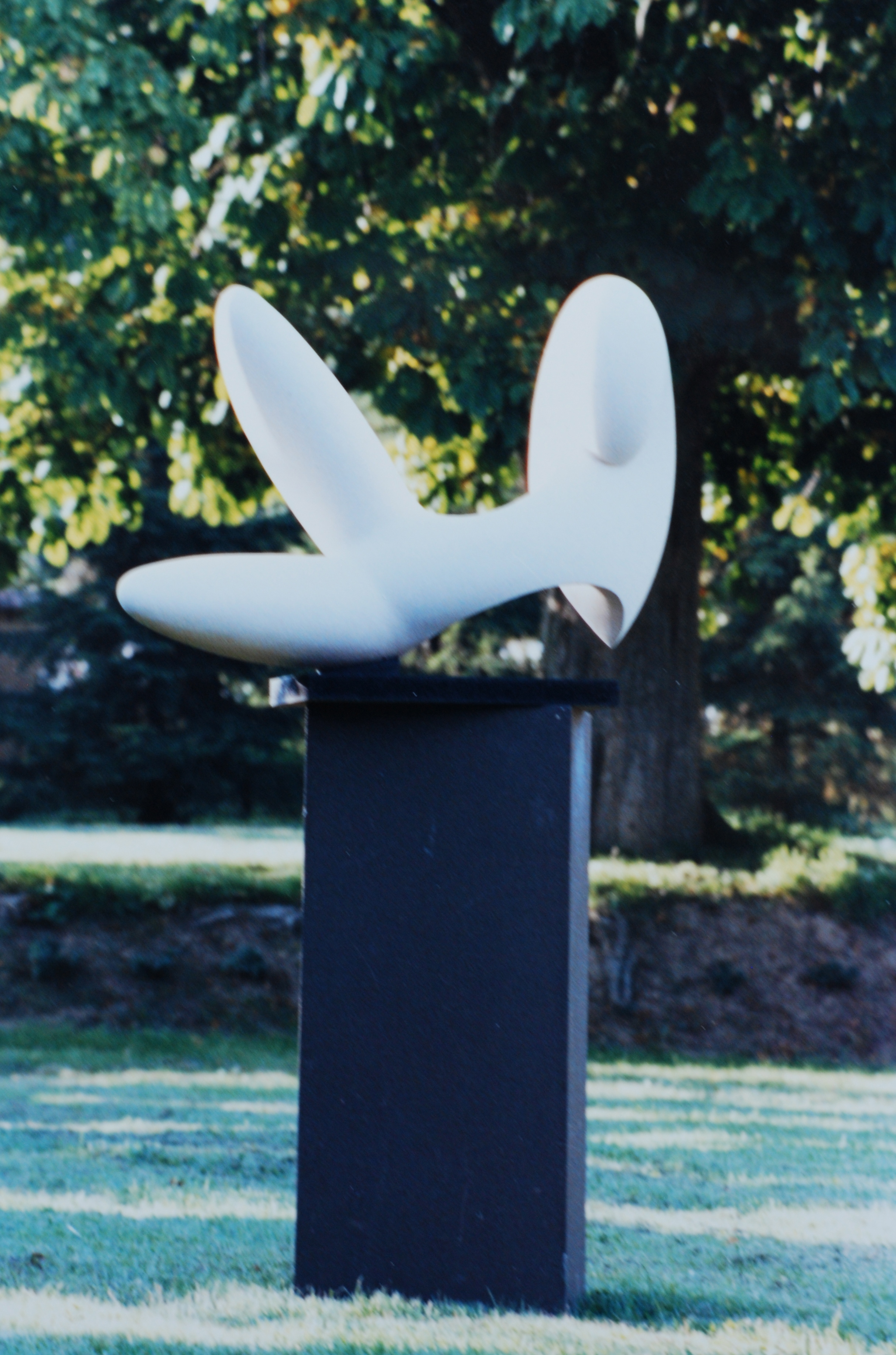
Leda